# Presentación Campos
Presentación Campos (València, 1910 - València, segle XX) fou una professora de secundària comunista.

## Biografia
Filla del catedràtic de Medicina en Higiene Rafael Campos Fillol, va estudiar el batxiller i va fer la carrera de Filosofia i Lletres, secció d'Història a la Universitat de València. Va exercir com a professora de llengua i literatura al Col·legi subvencionat de 2a ensenyança a Alzira, acabat de crear per la República. Va aprovar els cursets que va convocar la República per a mestres el 1933 i el 1934 per a substituir l'ensenyança religiosa. Va formar part de la Junta Tècnica del Ministeri d'Instrucció Pública (MIP) com a inspectora de 2a ensenyança.
Quan va començar la guerra, es va fer infermera i va acabar exercint a l'hospital militar de Sueca, on treballava el seu marit. El 1939 va eixir amb ell i amb altres companys cap a Alacant on «segons es deia hi havia vaixells per a tothom». Foren els últims que eixiren, després d'uns dies d'espera. Des d'allà, com tothom, foren conduïts al Camp d'Almendros «que va quedar net d'ametllers i fins i tot de fulles en cinc minuts». Uns soldats italians hi van separar homes i dones; a elles, les van portar primer a un cinema i després a la presó. I d'allà a un xalet on, darrerament, havia servit de caserna, amb palla per terra per a dormir. Les vigilaven falangistes que registraren els equipatges i es quedaren amb el que els va agradar. Després d'incontables dies les va posar en vagons de mercaderies i les tornaren a València. S'hi va reincorporar a la vida familiar.
Presentació s'havia casat el 1936 amb Jesús Bartrina, uròleg, fill d'altre catedràtic de medicina, Jesús Bartrina Capella, qui en la guerra es va incorporar com a metge en cap d'un equip quirúrgic al tren –hospital amb base a Sarrión i després amb postes diverses del front a Terol. Ambdós s'havien afiliat al partit comunista.
Amb el seu sogre i amb la seua cunyada Leandra, aconseguiren finalment treure el seu marit del Camp d'Albatera. Passaren algun temps a Benissa, per la Guàrdia Civil anà a cercar-lo i el tancaren a la presó. Gràcies a l'alcalde va eixir, però el tornaren a agafar i el traslladaren a la presó Model de València. De nou isqué amb l'ajuda de la família i començaren a treballar en el Partit, hagueren de fugir a Madrid i d'allà Pepe Bartrina va anar a la Corunya. Com que estava en contacte amb els maquis, el van agafar. Fou jutjat i condemnat a mort. Pogueren aconseguir l'indult però el van ingressar al Penal de Burgos, on va romandre fins a la mort el 23 de desembre de 1956. Durant aquests anys, Presentació el visitava quan podia amb els tres fills.
«Després que Pepe morira, vaig reingressar en l'ensenyança oficial, primer a l'Institut de Peñaflorida de San Sebastián... i després a l'Isabel de Villena de València», fins a la seua jubilació. Va continuar amb el seu treball al PCE fins que va morir.